# 62号美国国道
62号美国国道（英語：U.S. Route 62）是一条东西方向的美国国道。该公路连接了德克萨斯州艾尔帕索和纽约州尼亞加拉瀑布城，全长2,248英里。